# Окська (станція метро)
55°43′07″ пн. ш. 37°46′54″ сх. д. / 55.71861° пн. ш. 37.78167° сх. д.
«Окська» — станція Некрасовської лінії Московського метрополітену. Розташована в Рязанському районі (ПСАО), названа по Окській вулиці. Відкрита 27 березня 2020 у складі дільниці Лефортово — Косино.

## Технічна характеристика
Конструкція станції — колонна трипрогінна мілкого закладення (глибина закладення — 21 метр), з двома береговими платформами.

## Колійний розвиток
Станція з колійним розвитком — пошерстний з'їзд з боку станції «Південно-Східна».

## Вихід
- В існуючий підземний перехід на Рязанський проспект, Окську, 3-ю Інститутську вулицю, 1-у Новокузьминську вулицю.
- До пунктів зупинок наземного транспорту.

## Оздоблення
Основними кольорами в оздобленні станції є синій, сірий і чорний. Стеля станції оздоблена темно-синіми алюмінієвими панелями з принтом, на тлі яких розташовані кільця що світяться, за рахунок чого планується досягти ефекту кіл на воді. Підлога покрита світло-сірим гранітом; стіни станції, вестибюля і переходів оздоблено керамогранітом одного кольору.